# Campeonato Mundial de Natación de 2011
El XIV Campeonato Mundial de Natación se celebró en Shanghái (China) entre el 16 y el 31 de julio de 2011 bajo la organización de la Federación Internacional de Natación (FINA) y la Federación China de Natación. 
Se realizaron competiciones de natación, natación sincronizada, saltos, natación en aguas abiertas y waterpolo. La mascota del evento tuvo por nombre Jing Jing y se trató de unas gafas de natación en color azul y con forma humana.

## Instalaciones
- Dentro del Centro de Deportes Acuáticos de Shanghái: 
  - Estadio cubierto: natación y natación sincronizada
  - Natatorio: waterpolo
  - Piscina al aire libre: saltos
- La playa del distrito de Jinshan (en la bahía de Hangzhou): natación en aguas abiertas

## Disciplinas
En este campeonato se disputaron 66 eventos diferentes, repartidos en 5 deportes acuáticos.
| Disciplina                                                                                   | Competiciones masculinas | Competiciones femeninas | Competiciones mixtas | Total        |
| -------------------------------------------------------------------------------------------- | ------------------------ | ----------------------- | -------------------- | ------------ |
| • Natación • Natación en aguas abiertas • Natación sincronizada • Saltos • Waterpolo • Total | 20 3 – 5 1 29            | 20 3 7 5 1 36           | – 1 – 1              | 40 7 10 2 66 |

## Calendario
| ● | Ceremonia de apertura | ● | Preliminares | 1 | Finales | ● | Ceremonia de clausura |

| Julio de 2011              | 16 sáb | 17 dom | 18 lun | 19 mar | 20 mié | 21 jue | 22 vie | 23 sáb | 24 dom | 25 lun | 26 mar | 27 mié | 28 jue | 29 vie | 30 sáb | 31 dom | Finales por deporte |
| -------------------------- | ------ | ------ | ------ | ------ | ------ | ------ | ------ | ------ | ------ | ------ | ------ | ------ | ------ | ------ | ------ | ------ | ------------------- |
| Saltos                     | 1      | 1      | 2      | 2      | ●      | 1      | 1      | 1      | 1      |        |        |        |        |        |        |        | 10                  |
| Natación en aguas abiertas |        |        |        | 1      | 1      | 1      | 2      | 2      |        |        |        |        |        |        |        |        | 7                   |
| Natación                   |        |        |        |        |        |        |        |        | 4      | 4      | 5      | 4      | 5      | 5      | 6      | 7      | 40                  |
| Natación sincronizada      | ●      | 1      | 1      | 1      | 1      | 1      | 1      | 1      |        |        |        |        |        |        |        |        | 7                   |
| Waterpolo                  |        | ●      | ●      | ●      | ●      | ●      | ●      | ●      | ●      | ●      | ●      | ●      | ●      | 1      | 1      |        | 2                   |
| Finales por día            | 1      | 2      | 3      | 4      | 2      | 3      | 4      | 4      | 5      | 4      | 5      | 4      | 5      | 6      | 7      | 7      | 66                  |

## Resultados de natación

### Masculino
| Evento                           | Oro                                                                               | Plata                                                                           | Bronce                                                                                   |
| -------------------------------- | --------------------------------------------------------------------------------- | ------------------------------------------------------------------------------- | ---------------------------------------------------------------------------------------- |
| 50 m libre (30.07)               | César Cielo Filho · Brasil · 21,52                                                | Luca Dotto · Italia · 21,90                                                     | Alain Bernard Francia 21,92                                                              |
| 100 m libre (28.07)              | James Magnussen Australia 47,63                                                   | Brent Hayden · Canadá · 47,95                                                   | William Meynard Francia 48,00                                                            |
| 200 m libre (26.07)              | Ryan Lochte Estados Unidos 1:44,44                                                | Michael Phelps Estados Unidos 1:44,79                                           | Paul Biedermann · Alemania · 1:44,88                                                     |
| 400 m libre (24.07)              | Park Tae-Hwan Corea del Sur 3:42,04                                               | Sun Yang China 3:43,24                                                          | Paul Biedermann · Alemania · 3:44,14                                                     |
| 800 m libre (27.07)              | Sun Yang China 7:38,57                                                            | Ryan Cochrane · Canadá · 7:41,85                                                | Gergő Kis · Hungría · 7:44,94                                                            |
| 1500 m libre (31.07)             | Sun Yang China 14:34,14 (RM)                                                      | Ryan Cochrane · Canadá · 14:44,46                                               | Gergő Kis · Hungría · 14:45,66                                                           |
| 50 m espalda (31.07)             | Liam Tancock Reino Unido 24,50                                                    | Camille Lacourt Francia 24,57                                                   | Gerhard Zandberg Sudáfrica 24,65                                                         |
| 100 m espalda (26.07)            | Camille Lacourt Francia Jérémy Stravius Francia 52,76                             |                                                                                 | Ryosuke Irie Japón 52,98                                                                 |
| 200 m espalda (29.07)            | Ryan Lochte Estados Unidos 1:52,96                                                | Ryosuke Irie Japón 1:54,11                                                      | Tyler Clary Estados Unidos 1:54,69                                                       |
| 50 m braza (27.07)               | Felipe França Silva · Brasil · 27,01                                              | Fabio Scozzoli · Italia · 27,17                                                 | Cameron van der Burgh Sudáfrica 27,19                                                    |
| 100 m braza (25.07)              | Alexander Dale-Oen · Noruega · 58,71                                              | Fabio Scozzoli · Italia · 59,42                                                 | Cameron van der Burgh Sudáfrica 59,49                                                    |
| 200 m braza (29.07)              | Dániel Gyurta · Hungría · 2:08,41                                                 | Kosuke Kitajima Japón 2:08,63                                                   | Christian von Lehn · Alemania · 2:09,06                                                  |
| 50 m mariposa (25.07)            | César Cielo Filho · Brasil · 23,10                                                | Matthew Targett Australia 23,28                                                 | Geoff Huegill Australia 23,35                                                            |
| 100 m mariposa (30.07)           | Michael Phelps Estados Unidos 50,71                                               | Konrad Czerniak · Polonia · 51,15                                               | Tyler McGill Estados Unidos 51,26                                                        |
| 200 m mariposa (27.07)           | Michael Phelps Estados Unidos 1:53,34                                             | Takeshi Matsuda Japón 1:54,01                                                   | Wu Peng China 1:54,67                                                                    |
| 200 m cuatro estilos (28.07)     | Ryan Lochte Estados Unidos 1:54,00 (RM)                                           | Michael Phelps Estados Unidos 1:54,16                                           | László Cseh · Hungría · 1:57,69                                                          |
| 400 m cuatro estilos (31.07)     | Ryan Lochte Estados Unidos 4:07,13                                                | Tyler Clary Estados Unidos 4:11,17                                              | Yuya Horihata Japón 4:11,98                                                              |
| 4 × 100 m libre (24.07)          | Australia James Magnussen Matthew Targett Matthew Abood Eamon Sullivan 3:11,00    | Francia Alain Bernard Jérémy Stravius William Meynard Fabien Gilot 3:11,14      | Estados Unidos Michael Phelps Garrett Weber-Gale Jason Lezak Nathan Adrian 3:11,96       |
| 4 × 200 m libre (29.07)          | Estados Unidos Michael Phelps Peter Vanderkaay Richard Berens Ryan Lochte 7:02,67 | Francia Yannick Agnel Grégory Mallet Jérémy Stravius Fabien Gilot 7:04,81       | China Wang Shun Zhang Lin Li Yunqi Sun Yang 7:05,67                                      |
| 4 × 100 m cuatro estilos (31.07) | Estados Unidos Nicholas Thoman Mark Gangloff Michael Phelps Nathan Adrian 3:32,06 | Australia Hayden Stoeckel Brenton Rickard Geoff Huegill James Magnussen 3:32,26 | Alemania · Helge Meeuw · Hendrick Feldwehr · Benjamin Starke · Paul Biedermann · 3:32,60 |

- RM – Récord mundial.

### Femenino
| Evento                           | Oro                                                                                             | Plata                                                                               | Bronce                                                                                |
| -------------------------------- | ----------------------------------------------------------------------------------------------- | ----------------------------------------------------------------------------------- | ------------------------------------------------------------------------------------- |
| 50 m libre (31.07)               | Therese Alshammar · Suecia · 24,14                                                              | Ranomi Kromowidjojo · Países Bajos · 24,27                                          | Marleen Veldhuis · Países Bajos · 24,49                                               |
| 100 m libre (29.07)              | Aliaxandra Herasimenia · Bielorrusia · Jeanette Ottesen · Dinamarca · 53,45                     |                                                                                     | Ranomi Kromowidjojo · Países Bajos · 53,66                                            |
| 200 m libre (27.07)              | Federica Pellegrini · Italia · 1:55,58                                                          | Kylie Palmer Australia 1:56,04                                                      | Camille Muffat Francia 1:56,10                                                        |
| 400 m libre (24.07)              | Federica Pellegrini · Italia · 4:01.97                                                          | Rebecca Adlington Reino Unido 4:04,01                                               | Camille Muffat Francia 4:04,06                                                        |
| 800 m libre (30.07)              | Rebecca Adlington Reino Unido 8:17,51                                                           | Lotte Friis Dinamarca 8:18,20                                                       | Kate Ziegler Estados Unidos 8:23,36                                                   |
| 1500 m libre (26.07)             | Lotte Friis Dinamarca 15:49,59                                                                  | Kate Ziegler Estados Unidos 15:55,60                                                | Li Xuanxu China 15:58,02                                                              |
| 50 m espalda (28.07)             | Anastasia Zueva · Rusia · 27,79                                                                 | Aya Terakawa Japón 27,93                                                            | Melissa Franklin Estados Unidos 28,01                                                 |
| 100 m espalda (26.07)            | Zhao Jing China 59,05                                                                           | Anastasia Zueva · Rusia · 59,06                                                     | Natalie Coughlin Estados Unidos 59,15                                                 |
| 200 m espalda (30.07)            | Melissa Franklin Estados Unidos 2:05,10                                                         | Belinda Hocking Australia 2:06,05                                                   | Sharon van Rouwendaal · Países Bajos · 2:07,78                                        |
| 50 m braza (31.07)               | Jessica Hardy Estados Unidos 30,19                                                              | Yulia Efimova · Rusia · 30,49                                                       | Rebecca Soni Estados Unidos 30,58                                                     |
| 100 m braza (26.07)              | Rebecca Soni Estados Unidos 1:05,05                                                             | Leisel Jones Australia 1:06,25                                                      | Ji Liping China 1:06,52                                                               |
| 200 m braza (29.07)              | Rebecca Soni Estados Unidos 2:21,47                                                             | Yulia Efimova · Rusia · 2:22,22                                                     | Martha McCabe · Canadá · 2:24,81                                                      |
| 50 m mariposa (30.07)            | Inge Dekker · Países Bajos · 25,71                                                              | Therese Alshammar · Suecia · 25,76                                                  | Mélanie Henique Francia 25,86                                                         |
| 100 m mariposa (25.07)           | Dana Vollmer Estados Unidos 56,87                                                               | Alicia Coutts Australia 56,94                                                       | Lu Ying China 57,06                                                                   |
| 200 m mariposa (28.07)           | Jiao Liuyang China 2:05,55                                                                      | Ellen Gandy Reino Unido 2:05,59                                                     | Liu Zige China 2:05,90                                                                |
| 200 m cuatro estilos (25.07)     | Ye Shiwen China 2:08,90                                                                         | Alicia Coutts Australia 2:09,00                                                     | Ariana Kukors Estados Unidos 2:09,12                                                  |
| 400 m cuatro estilos (31.07)     | Elizabeth Beisel Estados Unidos 4:31,78                                                         | Hannah Miley Reino Unido 4:34,22                                                    | Stephanie Rice Australia 4:34,23                                                      |
| 4 × 100 m libre (24.07)          | Países Bajos · Inge Dekker · Ranomi Kromowidjojo · Marleen Veldhuis · Femke Heemskerk · 3:33,96 | Estados Unidos Natalie Coughlin Melissa Franklin Jessica Hardy Dana Vollmer 3:34,47 | Alemania · Britta Steffen · Silke Lippok · Lisa Vitting · Daniela Schreiber · 3:36,05 |
| 4 × 200 m libre (28.07)          | Estados Unidos Melissa Franklin Dagny Knutson Kathryn Hoff Allison Schmitt 7:46,14              | Australia Bronte Barratt Blair Evans Angie Brainbridge Kylie Palmer 7:47,42         | China Chen Qian Pang Jiaying Liu Jing Tang Yi 7:47,66                                 |
| 4 × 100 m cuatro estilos (30.07) | Estados Unidos Natalie Coughlin Rebecca Soni Dana Vollmer Melissa Franklin 3:52,36              | China Zhao Jing Ji Liping Lu Ying Tang Yi 3:55,61                                   | Australia Belinda Hocking Leisel Jones Alicia Coutts Merindah Dingjan 3:57,13         |

- RM – Récord mundial.

### Medallero
| Núm. | País           | Oro | Plata | Bronce | Total |
| ---- | -------------- | --- | ----- | ------ | ----- |
| 1    | Estados Unidos | 16  | 5     | 8      | 29    |
| 2    | China          | 5   | 2     | 7      | 14    |
| 3    | Brasil         | 3   | 0     | 0      | 3     |
| 4    | Australia      | 2   | 8     | 3      | 13    |
| 5    | Francia        | 2   | 3     | 5      | 10    |
| 6    | Italia         | 2   | 3     | 0      | 5     |
| 6    | Reino Unido    | 2   | 3     | 0      | 5     |
| 8    | Países Bajos   | 2   | 1     | 3      | 6     |
| 9    | Dinamarca      | 2   | 1     | 0      | 3     |
| 10   | Rusia          | 1   | 3     | 0      | 4     |
| 11   | Suecia         | 1   | 1     | 0      | 2     |
| 12   | Hungría        | 1   | 0     | 3      | 4     |
| 13   | Bielorrusia    | 1   | 0     | 0      | 1     |
| 13   | Corea del Sur  | 1   | 0     | 0      | 1     |
| 13   | Noruega        | 1   | 0     | 0      | 1     |
| 16   | Japón          | 0   | 4     | 2      | 6     |
| 17   | Canadá         | 0   | 3     | 1      | 4     |
| 18   | Polonia        | 0   | 1     | 0      | 1     |
| 19   | Alemania       | 0   | 0     | 5      | 5     |
| 20   | Sudáfrica      | 0   | 0     | 3      | 3     |
|      | TOTAL          | 42  | 38    | 40     | 120   |

## Resultados de saltos

### Masculino
| Evento                          | Oro                             | Plata                                               | Bronce                                                     |
| ------------------------------- | ------------------------------- | --------------------------------------------------- | ---------------------------------------------------------- |
| Trampolín 1 m (18.07)           | Li Shixin China 463,90 pts.     | He Min China 444,00 pts.                            | Pavlo Rozenberg · Alemania · 436,50 pts.                   |
| Trampolín 3 m (22.07)           | He Chong China 554,30           | Ilia Zajarov · Rusia · 508,95                       | Evgeni Kuznetsov · Rusia · 493,55                          |
| Plataforma 10 m (24.07)         | Qiu Bo China 585,45             | David Boudia Estados Unidos 544,25                  | Sascha Klein · Alemania · 534,50                           |
| Trampolín 3 m sincro. (19.07)   | Qin Kai Luo Yutong China 463,98 | Ilia Zajarov · Evgeni Kuznetsov · Rusia · 451,89    | Yahel Castillo · Julián Sánchez · México · 437,61          |
| Plataforma 10 m sincro. (17.07) | Qiu Bo Huo Liang China 480,03   | Patrick Hausding · Sascha Klein · Alemania · 443,01 | Olexandr Gorshkovozov · Olexandr Bondar · Ucrania · 435,36 |

### Femenino
| Evento                          | Oro                               | Plata                                            | Bronce                                                 |
| ------------------------------- | --------------------------------- | ------------------------------------------------ | ------------------------------------------------------ |
| Trampolín 1 m (19.07)           | Shi Tingmao China 318,65 pts.     | Wang Han China 310,20 pts.                       | Tania Cagnotto · Italia · 295,45 pts.                  |
| Trampolín 3 m (23.07)           | Wu Minxia China 380,85            | He Zi China 379,15                               | Jennifer Abel · Canadá · 365,10                        |
| Plataforma 10 m (21.07)         | Chen Ruolin China 405,30          | Hu Yadan China 394,00                            | Paola Espinosa · México · 377,15                       |
| Trampolín 3 m sincro. (16.07)   | Wu Minxia He Zi China 356,40      | Émilie Heymans · Jennifer Abel · Canadá · 313,50 | Anabelle Smith Sharleen Stratton Australia 306,90      |
| Plataforma 10 m sincro. (18.07) | Wang Hao Chen Ruolin China 362,58 | Alexandra Croack Melissa Wu Australia 325,92     | Christin Steuer · Nora Subschinski · Alemania · 316,29 |

### Medallero
| Núm. | País           | Oro | Plata | Bronce | Total |
| ---- | -------------- | --- | ----- | ------ | ----- |
| 1    | China          | 10  | 4     | 0      | 14    |
| 2    | Rusia          | 0   | 2     | 1      | 3     |
| 3    | Alemania       | 0   | 1     | 3      | 4     |
| 4    | Australia      | 0   | 1     | 1      | 2     |
| 4    | Canadá         | 0   | 1     | 1      | 2     |
| 6    | Estados Unidos | 0   | 1     | 0      | 1     |
| 7    | México         | 0   | 0     | 2      | 2     |
| 8    | Italia         | 0   | 0     | 1      | 1     |
| 8    | Ucrania        | 0   | 0     | 1      | 1     |
|      | TOTAL          | 10  | 10    | 10     | 30    |

## Resultados de natación en aguas abiertas

### Masculino
| Evento        | Oro                                     | Plata                                 | Bronce                                |
| ------------- | --------------------------------------- | ------------------------------------- | ------------------------------------- |
| 5 km (22.07)  | Thomas Lurz · Alemania · 56:16,6        | Spyridon Yanniotis · Grecia · 56:17,4 | Yevgueni Drattsev · Rusia · 56:18,5   |
| 10 km (20.07) | Spyridon Yanniotis · Grecia · 1:54:24,7 | Thomas Lurz · Alemania · 1:54:27,2    | Serguei Bolshakov · Rusia · 1:54:31,8 |
| 25 km (23.07) | Petar Stoichev Bulgaria 5:10:39,8       | Vladimir Diatchin · Rusia · 5:11:15,6 | Csaba Gercsák · Hungría · 5:11:18,1   |

### Femenino
| Evento        | Oro                                    | Plata                                 | Bronce                                         |
| ------------- | -------------------------------------- | ------------------------------------- | ---------------------------------------------- |
| 5 km (22.07)  | Swann Oberson · Suiza · 1:00:39,7      | Aurélie Muller Francia 1:00:40,1      | Ashley Grace Twichell Estados Unidos 1:00:40,2 |
| 10 km (19.07) | Keri Payne Reino Unido 2:01:58,1       | Martina Grimaldi · Italia · 2:01:59,9 | Marianna Lymperta · Grecia · 2:02:01,8         |
| 25 km (23.07) | Ana Marcela Cunha · Brasil · 5:29:22,9 | Angela Maurer · Alemania · 5:29:25,0  | Alice Franco · Italia · 5:29:30,8              |

### Equipo mixto
| Evento       | Oro                                                                   | Plata                                                    | Bronce                                                             |
| ------------ | --------------------------------------------------------------------- | -------------------------------------------------------- | ------------------------------------------------------------------ |
| 5 km (21.07) | Andrew Gemmell Sean Ryan Ashley Grace Twichell Estados Unidos 57:00,6 | Melissa Gorman Rhys Mainstone Ky Hurst Australia 57:01,8 | Jan Wolfgarten · Thomas Lurz · Isabelle Härle · Alemania · 57:44,2 |

### Medallero
| Núm. | País           | Oro | Plata | Bronce | Total |
| ---- | -------------- | --- | ----- | ------ | ----- |
| 1    | Alemania       | 1   | 2     | 1      | 4     |
| 2    | Grecia         | 1   | 1     | 1      | 3     |
| 3    | Estados Unidos | 1   | 0     | 1      | 2     |
| 4    | Brasil         | 1   | 0     | 0      | 1     |
| 4    | Bulgaria       | 1   | 0     | 0      | 1     |
| 4    | Reino Unido    | 1   | 0     | 0      | 1     |
| 4    | Suiza          | 1   | 0     | 0      | 1     |
| 8    | Rusia          | 0   | 1     | 2      | 3     |
| 9    | Italia         | 0   | 1     | 1      | 2     |
| 10   | Australia      | 0   | 1     | 0      | 1     |
| 10   | Francia        | 0   | 1     | 0      | 1     |
| 12   | Hungría        | 0   | 0     | 1      | 1     |
|      | TOTAL          | 7   | 7     | 7      | 21    |

## Resultados de natación sincronizada
| Evento                        | Oro | Plata | Bronce |
| ----------------------------- | --- | --- | --- |
| Solo rutina técnica (17.07)   | Natalia Ishchenko · Rusia · 98,300 pts. | Huang Xuechen China 96,500 pts.                                                                               | Andrea Fuentes · España · 95,300 pts. |
| Solo prueba libre (20.07)     | Natalia Ishchenko · Rusia · 98,550 | Andrea Fuentes · España · 96,520                                                                              | Sun Wenyan China 95,840 |
| Dúo rutina técnica (18.07)    | Natalia Ishchenko · Svetlana Romashina · Rusia · 98,200 | Huang Xuechen Liu Ou China 96,500                                                                             | Andrea Fuentes · Ona Carbonell · España · 95,400 |
| Dúo prueba libre (22.07)      | Natalia Ishchenko · Svetlana Romashina · Rusia · 98,410 | Jiang Tingting Jiang Wenwen China 96,810                                                                      | Andrea Fuentes · Ona Carbonell · España · 96,500 |
| Equipo rutina técnica (19.07) | Anastasia Davidova · Maria Gromova · Elvira Jasianova · Svetlana Kolesnichenko · Daria Korobova · Aleksandra Patskevich · Alla Shishkina · Anzhelika Timanina · Rusia · 98,300                                          | Chang Si Huang Xuechen Jiang Tingting Jiang Wenwen Liu Ou Luo Xi Sun Wenyan Wu Yiwen China 96,800             | Clara Basiana · Alba Cabello · Ona Carbonell · Margalida Crespí · Andrea Fuentes · Thais Henríquez · Paula Klamburg · Cristina Salvador · España · 96,000                                                  |
| Equipo prueba libre (23.07)   | Anastasia Davidova · Natalia Ishchenko · Elvira Jasianova · Svetlana Kolesnichenko · Daria Korobova · Aleksandra Patskevich · Alla Shishkina · Anzhelika Timanina · Rusia · 98,620                                      | Chang Si Huang Xuechen Jiang Tingting Jiang Wenwen Liu Ou Luo Xi Sun Wenyan Wu Yiwen China 96,580             | Clara Basiana · Alba Cabello · Ona Carbonell · Margalida Crespí · Andrea Fuentes · Thais Henríquez · Paula Klamburg · Irene Montrucchio · España · 96,150                                                  |
| Combinación libre (21.07)     | Anastasia Davidova · Maria Gromova · Natalia Ishchenko · Elvira Jasianova · Svetlana Kolesnichenko · Daria Korobova · Aleksandra Patskevich · Svetlana Romashina · Alla Shishkina · Anzhelika Timanina · Rusia · 98,470 | Chang Si Chen Xiaojun Fan Jiachen Guo Li Huang Xuechen Liu Ou Luo Xi Sun Wenyan Wu Yiwen Yu Lele China 96,390 | Geneviève Bélanger · Marie-Pier Boudreau-Gagnon · Stéphanie Durocher · Jo-Annie Fortin · Chloé Isaac · Stéphanie Leclair · Tracy Little · Élise Marcotte · Karine Thomas · Valérie Welsh · Canadá · 96,150 |

### Medallero
| Núm. | País   | Oro | Plata | Bronce | Total |
| ---- | ------ | --- | ----- | ------ | ----- |
| 1    | Rusia  | 7   | 0     | 0      | 7     |
| 2    | China  | 0   | 6     | 1      | 7     |
| 3    | España | 0   | 1     | 5      | 6     |
| 4    | Canadá | 0   | 0     | 1      | 1     |
|      | TOTAL  | 7   | 7     | 7      | 21    |

## Resultados de waterpolo
- Resultados del torneo masculino
- Resultados del torneo femenino

| Evento            | Oro      | Plata  | Bronce    |
| ----------------- | -------- | ------ | --------- |
| Masculino (30.07) | Italia · | Serbia | Croacia · |
| Femenino (29.07)  | Grecia · | China  | Rusia ·   |

## Medallero total
| Núm. | País           | Oro | Plata | Bronce | Total |
| ---- | -------------- | --- | ----- | ------ | ----- |
| 1    | Estados Unidos | 17  | 6     | 9      | 32    |
| 2    | China          | 15  | 13    | 8      | 36    |
| 3    | Rusia          | 8   | 6     | 4      | 18    |
| 4    | Brasil         | 4   | 0     | 0      | 4     |
| 5    | Italia         | 3   | 4     | 2      | 9     |
| 6    | Reino Unido    | 3   | 3     | 0      | 6     |
| 7    | Australia      | 2   | 10    | 4      | 16    |
| 8    | Francia        | 2   | 4     | 5      | 11    |
| 9    | Países Bajos   | 2   | 1     | 3      | 6     |
| 10   | Grecia         | 2   | 1     | 1      | 4     |
| 11   | Dinamarca      | 2   | 1     | 0      | 3     |
| 12   | Alemania       | 1   | 3     | 9      | 13    |
| 13   | Suecia         | 1   | 1     | 0      | 2     |
| 14   | Hungría        | 1   | 0     | 4      | 5     |
| 15   | Bielorrusia    | 1   | 0     | 0      | 1     |
| 15   | Bulgaria       | 1   | 0     | 0      | 1     |
| 15   | Corea del Sur  | 1   | 0     | 0      | 1     |
| 15   | Noruega        | 1   | 0     | 0      | 1     |
| 15   | Suiza          | 1   | 0     | 0      | 1     |
| 20   | Canadá         | 0   | 4     | 3      | 7     |
| 21   | Japón          | 0   | 4     | 2      | 6     |
| 22   | España         | 0   | 1     | 5      | 6     |
| 23   | Polonia        | 0   | 1     | 0      | 1     |
| 23   | Serbia         | 0   | 1     | 0      | 1     |
| 25   | Sudáfrica      | 0   | 0     | 3      | 3     |
| 26   | México         | 0   | 0     | 2      | 2     |
| 27   | Croacia        | 0   | 0     | 1      | 1     |
| 27   | Ucrania        | 0   | 0     | 1      | 1     |
|      | TOTAL          | 68  | 64    | 66     | 198   |